# Saison 3 de Power Book II: Ghost
Chronologie
Saison 2 Saison 4
Cet article présente les épisodes de la troisième saison de la série télévisée américaine Power Book II: Ghost.

## Généralités
- Aux États-Unis, cette saison est diffusée du 17 mars au 26 mai 2023 sur Starz.

## Synopsis
Tariq est déterminé à gagner sa confiance, retrouver sa famille et à sortir du business pour de bon. Mais l’émergence d’une nouvelle connexion impitoyable interrompt les plans de Tariq de retrouver sa famille et le remet en affaire avec les Tejada. Lorsque Brayden fait venir Tariq en tant que stagiaire dans le fonds spéculatif de sa famille, Weston Holdings, le commerce de la drogue s’étend au-delà de Stansfield et va jusqu’à Wall Street, tandis que Tariq se voit également montrer une voie alternative et légitime vers le succès. Monet, incendiée par la mort de son fils Zeke, est prête à payer un lourde prime pour venger son fils aîné et garder le reste de ses enfants en vie ainsi que son business a flots alors qu’elle travaille en étroite collaboration avec Davis MacLean pour résoudre le meurtre de Zeke et garder les autorités hors de son chemin. Les affaires sont en plein essor lorsqu’une révélation stupéfiante oblige Tariq à compter a une trahison de l'un de ses proches et une enquête de la loi R.I.C.O. sur l’ensemble de l’entreprise pharmaceutique, entraînant Tariq plus profondément dans l’entreprise et encore plus près de l’héritage de son père.

## Distribution

### Acteurs principaux
- Michael Rainey Jr. (VFB : Thibaut Delmotte) : Tariq St. Patrick
- Shane Johnson (en) (VFB : Nicolas Matthys) : Cooper Saxe
- Gianni Paolo : Brayden Weston
- Mary J. Blige : Monet Stewart Tejada
- Woody McClain : Lorenzo « Cane » Tejada Jr.
- Method Man : Davis MacLean
- Lovell Adams-Gray : Dru Tejada
- LaToya Tonodeo : Diana Tejada
- Paige Hurd : Lauren Baldwin
- Larenz Tate (VFB : Gauthier de Fauconval) : Rashad Tate
- Alix Lapri : Effie Morales
- Paton Ashbrook : Jenny Sullivan
- Monique Gabriela Curnen : Blanca Rodriguez
- Keesha Sharp : Harper Bennet
- Moriah Brown : Keke Travis
- David Walton : Lucas Weston

### Acteurs récurrents
- Bradley Gibson : Everett Neal
- Berto Colón : Lorenzo Tejada
- Cory Jeacoma : Trace Weston
- LightSkin Keisha : BruShandria Carmichael
- Mark Feuerstein : Steven Ott
- Samantha Blaire Cutler : Becca Weston
- Jeff Hephner : Kevin Whitman
- Jordan Mahome : Theodore « Theo » Rollins
- Caroline Chikezie : Noma
- Kyle Vincent Terry : Obi
- Petey McGee : Salim Ashe Freeman
- Luna Lauren Vélez : Evelyn Castillo
- Gbenga Akinnagbe : Ron Samuel « RSJ » Jenkins
- Erik Hernandez : Gordo Castillo
- Kevin Tyler Rodriguez : Agent Angel Young

### Invités
- Abubakr Ali : Sebastian « Bash » Kumal-Stern
- Debbi Morgan : Estelle Green
- Greg Serano : Juan Julio Medina
- Michael J. Ferguson : 2-Bit
- Quincy Tyler Bernstine : Tameika Washington
- Naturi Naughton : Tasha St. Patrick
- Paris Morgan : Yasmine St. Patrick
- Joseph Sikora (VFB : Simon Duprez) : Thomas Patrick « Tommy » Egan
- Patricia Kalember (VFB : Véronique Biefnot) : Kate Egan

## Liste des épisodes

### Épisode 1:Ta perception, ta réalité
- États-Unis : 17 mars 2023 sur Starz

- Abubakr Ali : Sebastian « Bash » Kumal-Stern

- Cet épisode est diffusé le jour de la fête de la Saint-Patrick, en référence au nom de famille des St. Patrick, personnages centraux de l'univers Power.
- Avec plus de 360 000 téléspectateurs, cet épisode détient l'audience la plus élevée de la saison.

### Épisode 2:Besoin vs cupidité
- États-Unis : 24 mars 2023 sur Starz

### Épisode 3:Le capital humain
- États-Unis : 31 mars 2023 sur Starz

### Épisode 4:Le pays des opportunités
- États-Unis : 7 avril 2023 sur Starz

### Épisode 5:Fini les secondes chances
- États-Unis : 14 avril 2023 sur Starz

### Épisode 6:La terre des mensonges
- États-Unis : 21 avril 2023 sur Starz

- Debbi Morgan : Estelle Green
- Berto Colón : Lorenzo Tejada

### Épisode 7:On fait affaire ou pas
- États-Unis : 28 avril 2023 sur Starz

### Épisode 8:Sacrifice
- États-Unis : 5 mai 2023 sur Starz

- Bradley Gibson : Everett Neal

### Épisode 9:Un dernier cadeau
- États-Unis : 19 mai 2023 sur Starz

- Greg Serano : Juan Julio Medina
- Michael J. Ferguson : 2-Bit
- Quincy Tyler Bernstine : Tameika Washington
- Naturi Naughton : Tasha St. Patrick
- Debbi Morgan : Estelle Green
- Paris Morgan : Yasmine St. Patrick
- Joseph Sikora : Tommy Egan

### Épisode 10:Divisés, nous sommes debout
- États-Unis : 26 mai 2023 sur Starz

- Patricia Kalember : Kate Egan
- Joseph Sikora : Tommy Egan
- Greg Serano : Juan Julio Medina
- Naturi Naughton : Tasha St. Patrick

## Production
- Le 8 décembre 2021, Starz annonce que la série est renouvelée pour une troisième saison.
- Le 3 janvier 2022, l'actrice Keesha Sharp est annoncée au casting de la saison 3 en tant que personnage principal. Mi-janvier, il est annoncé que les acteurs David Walton et Moriah Brown rejoignent également le casting de la série en tant que personnages principaux tandis que l'actrice Monique Gabriela Curnen reprendra le rôle de Blanca Rodriguez (Power) en tant que personnage principal.
- Le 28 janvier, c'est l'acteur Petey McGee qui est annoncé au casting de la troisième saison en tant que personnage récurrent.
- Au cours du mois de janvier 2022, il est annoncé que Brett Mahoney deviendra le showrunner de la série dès la diffusion de la saison 3.
- Le 14 mars 2022, il est annoncé que les acteurs Gbenga Akinnagbe, Kyle Vincent Terry et Caroline Chikezie rejoignent le casting de la saison 3 en tant que personnages récurrents.
- Fin avril 2022, il est annoncé que l'actrice Lauren Vélez revient dans la série et reprend le rôle d'Evelyn Castillo dans la saison 3, cette fois-ci en tant que personnage récurrent.
- Le tournage de la troisième saison a débuté le 29 janvier 2022 et s'est terminé le 28 juillet 2022.